# Paranauphoeta circumdata
Paranauphoeta circumdata är en kackerlacksart som först beskrevs av Haan 1842.  Paranauphoeta circumdata ingår i släktet Paranauphoeta och familjen jättekackerlackor. Inga underarter finns listade i Catalogue of Life.